# Mosconi Cup 2013
Der Mosconi Cup 2013 war die 20. Auflage eines seit 1994 jährlich stattfindenden 9-Ball-Poolbillardturniers, bei dem ein europäisches Team gegen ein US-amerikanisches Team spielt. Er wurde vom 2. bis 4. Dezember 2013 in Paradise ausgetragen. Das europäische Team gewann das Turnier mit 11:2 und konnte somit das Turnier zum vierten Mal in Folge gewinnen.

## Teilnehmer

### Team Europa
- Johan Ruijsink (nichtspielender Mannschaftskapitän)
- Darren Appleton
- Ralf Souquet
- Niels Feijen
- Karl Boyes
- Mika Immonen

### Team USA
- Buddy Hall (nichtspielender Mannschaftskapitän)
- Johnny Archer
- Earl Strickland
- Dennis Hatch
- Rodney Morris
- Shane van Boening

## Ergebnisse
Der Spielplan sah wie folgt aus:
| Spiel | Datum      | Art    | Spieler Europa     | Ergebnis | Spieler USA              | Gesamtstand |
| ----- | ---------- | ------ | ------------------ | -------- | ------------------------ | ----------- |
| 01    | 02.12.2013 | Team   | Team Europa        | 6:3      | Team USA                 | 1 - 0       |
| 02    | 02.12.2013 | Doppel | Appleton – Boyes   | 6:3      | Morris – Strickland      | 2 - 0       |
| 03    | 02.12.2013 | Einzel | Immonen            | 6:5      | van Boening              | 3 - 0       |
| 04    | 02.12.2013 | Doppel | Feijen – Souquet   | 6:2      | Archer – Hatch           | 4 - 0       |
| 05    | 02.12.2013 | Einzel | Appleton           | 6:4      | Morris                   | 5 - 0       |
| 06    | 03.12.2013 | Doppel | Feijen – Boyes     | 6:4      | Archer – Morris          | 6 - 0       |
| 07    | 03.12.2013 | Einzel | Souquet            | 6:5      | Hatch                    | 7 - 0       |
| 08    | 03.12.2013 | Doppel | Appleton – Immonen | 5:6      | Strickland – van Boening | 7 - 1       |
| 09    | 03.12.2013 | Einzel | Feijen             | 6:0      | Archer                   | 8 - 1       |
| 10    | 03.12.2013 | Doppel | Immonen – Boyes    | 5:6      | van Boening – Morris     | 8 - 2       |
| 11    | 04.12.2013 | Doppel | Appleton – Souquet | 6:3      | Strickland – Hatch       | 9 - 2       |
| 12    | 04.12.2013 | Einzel | Boyes              | 6:4      | Strickland               | 10 - 2      |
| 13    | 04.12.2013 | Doppel | Immonen – Feijen   | 6:4      | Hatch – Morris           | 11 - 2      |